# Megastigmus inamurae
Megastigmus inamurae är en stekelart som beskrevs av Kôji Yano 1918. Megastigmus inamurae ingår i släktet Megastigmus och familjen gallglanssteklar. Inga underarter finns listade i Catalogue of Life.